# Liste der Biografien/Delf
Liste der Biografien |
Portal Biografien |
Personensuche
# |
A |
B |
C |
D |
E |
F |
G |
H |
I |
J |
K |
L |
M |
N |
O |
P |
Q |
R |
S |
T |
U |
V |
W |
X |
Y |
Z |
?
 
Da |
Db |
Dc |
Dd |
De |
Dg |
Dh |
Di |
Dj |
Dk |
Dl |
Dm |
Dn |
Do |
Dq |
Dr |
Ds |
Du |
Dv |
Dw |
Dy |
Dz
 
De A |
De B |
De C |
De D |
De E |
De F |
De G |
De H |
De J |
De K |
De L |
De M |
De N |
De P |
De Q |
De R |
De S |
De T |
De V |
De W |
De Y |
De Z 

Dea |
Deb |
Dec |
Ded |
Dee |
Def |
Deg |
Deh |
Dei |
Dej |
Dek |
Del |
Dem |
Den |
Deo |
Dep |
Deq |
Der |
Des |
Det |
Deu |
Dev |
Dew |
Dex |
Dey |
Dez
 
Dela |
Delb |
Delc |
Deld |
Dele |
Delf |
Delg |
Delh |
Deli |
Delj |
Delk |
Dell |
Delm |
Deln |
Delo |
Delp |
Delr |
Dels |
Delt |
Delu |
Delv |
Delw |
Dely |
Delz
Die Liste der Biografien führt alle Personen auf, die in der deutschsprachigen Wikipedia einen Artikel haben. Dieses ist eine Teilliste mit 39 Einträgen von Personen, deren Namen mit den Buchstaben „Delf“ beginnt.

## Delf

### Delfe
- Delfeld, Jacques (* 1951), deutscher Roma, Vorsitzender des Verbandes Deutscher Sinti und Roma
- Delferrière, Allan (* 2002), belgischer Fußballspieler

### Delff
- Delff, Hugo (1840–1898), deutscher Philosoph, evangelischer Theologe und Schriftsteller
- Delff, Jacob Willemsz. (1619–1661), holländischer Maler
- Delff, Jakob Willemsz. († 1601), holländischer Maler
- Delff, Willem Jacobszoon (1580–1638), holländischer Kupferstecher und Maler
- Delffs, Friedrich Wilhelm Hermann (1812–1894), deutscher Chemiker

### Delfi
- Delfieux, Pierre-Marie (1934–2013), französischer Priester und Ordensgründer
- Delfina, Alma (* 1960), mexikanische Schauspielerin
- Delfini, Antonio (1907–1963), italienischer Erzähler, Lyriker und Essayist
- Delfino, Agostino Giuseppe (1935–2020), italienischer Ordensgeistlicher und römisch-katholischer Bischof von Berbérati
- Delfino, Carlos (* 1982), argentinischer Basketballspieler
- Delfino, David (* 1965), italo-amerikanischer Eishockeytorwart
- Delfino, Enrique (1895–1967), argentinischer Tangopianist und -komponist, Schauspieler und Humorist
- Delfino, Germán (* 1978), argentinischer Fußballschiedsrichter
- Delfino, Giovanni Pietro, römisch-katholischer Geistlicher in Griechenland
- Delfino, Giuseppe (1921–1999), italienischer Fechter
- Delfino, Majandra (* 1981), venezolanische Schauspielerin und SängerinMajandra Delfino (* 1981)

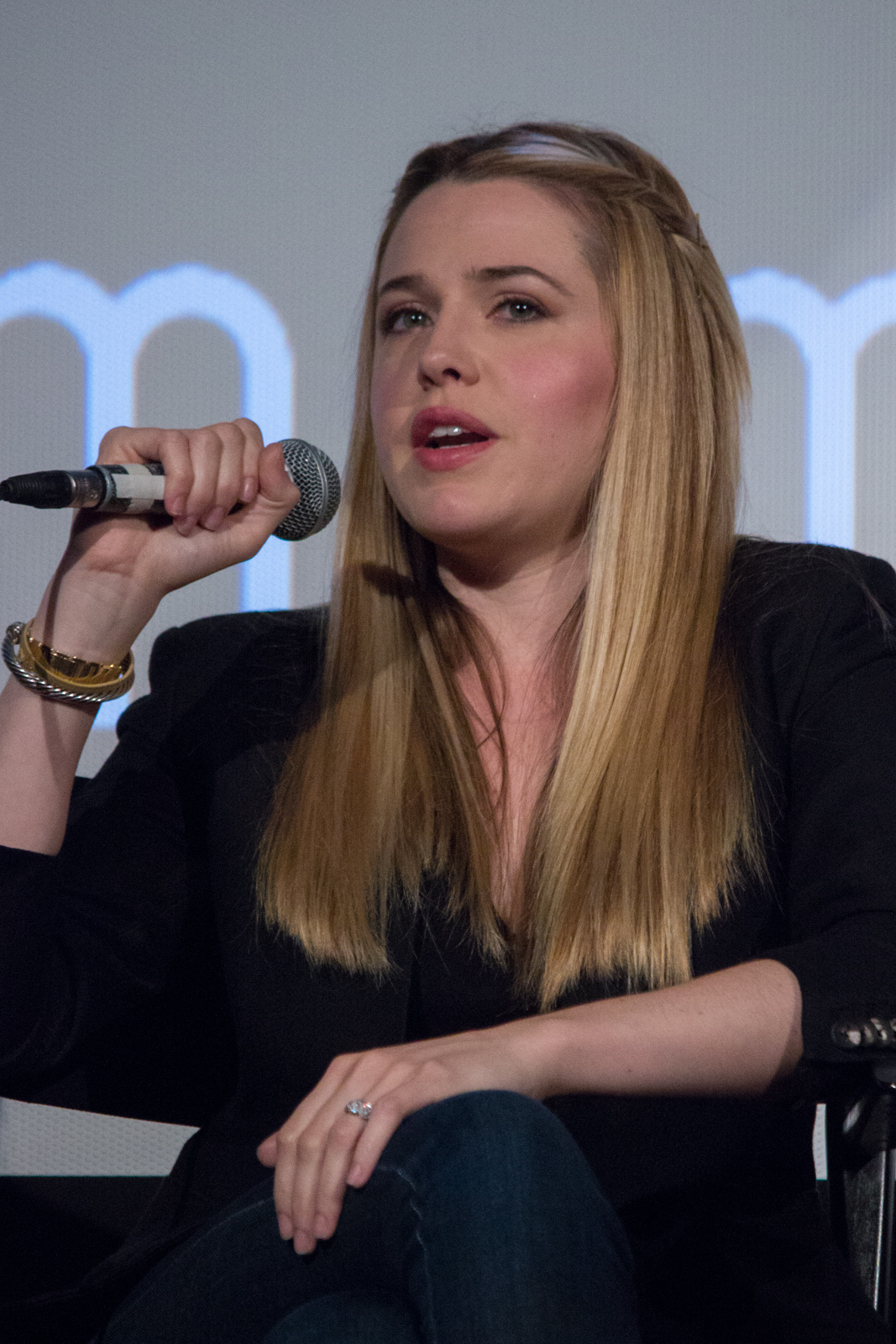
Majandra Delfino (* 1981)

- Delfino, Marieh (* 1977), venezolanische Schauspielerin
- Delfino, Mario (* 1955), Schweizer Betroffener von fürsorgerischen Zwangsmassnahmen und Mitglied der Leitungsgruppe im Projekt «Gesichter der Erinnerung»

### Delfo
- Delfont, Bernard, Baron Delfont (1909–1994), britischer Theater- und Fernsehproduzent
- Delfosse, Arthur (1883–1956), deutscher Flug- und Automobilpionier
- Delfosse, Georges (1869–1939), kanadischer Porträt- und Landschaftsmaler, Grafiker und Illustrator
- Delfosse, Hans (* 1950), deutscher Maler und Grafiker
- Delfosse, Noël Joseph Auguste (1801–1858), belgischer Politiker
- Delfosse, Sébastien (* 1982), belgischer Radrennfahrer
- Delfouneso, Nathan (* 1991), englischer Fußballspieler
- Delfour, Edmond (1907–1990), französischer Fußballspieler und -trainer

### Delfs
- Delfs, Andreas (* 1959), deutscher Dirigent
- Delfs, Flemming (* 1951), dänischer Badmintonspieler
- Delfs, Martin (* 1979), dänischer Badmintonspieler
- Delfs, Moritz (1823–1906), deutscher Maler, Lithograph und Illustrator
- Delfs, Renate (1925–2018), deutsche Schauspielerin und SchriftstellerinRenate Delfs (1925–2018)

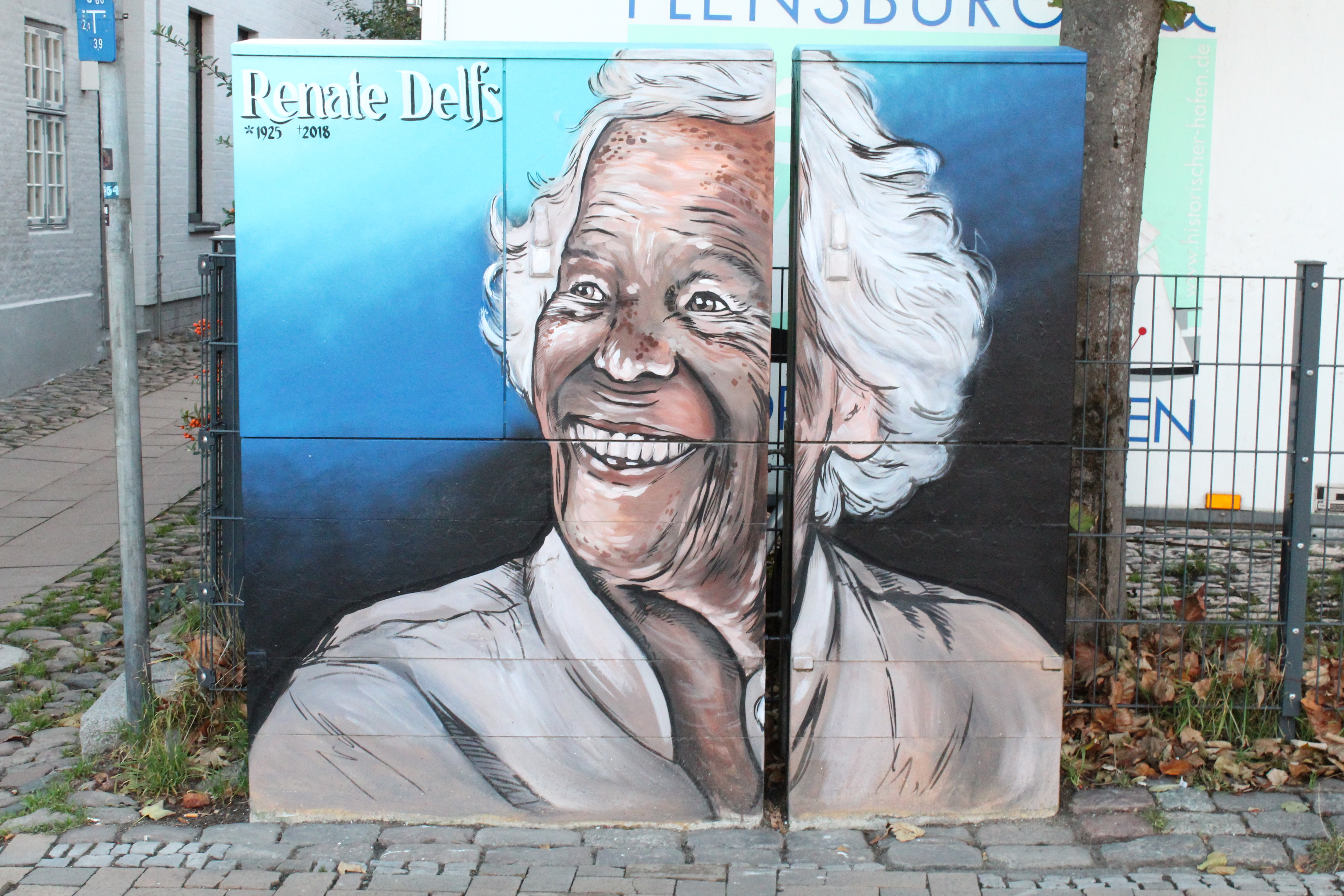
Renate Delfs (1925–2018)

- Delfs, Wilhelm (1885–1958), deutscher Architekt und Stadtplaner

### Delft
- Delft, Désirée von (* 1985), deutsche Schauspielerin
- Delft, Jan von (* 1967), deutsch-südafrikanischer theoretischer Physiker
- Delft, Liesbeth van († 1423), Priorin im Kloster Utrecht
- Delft, Menno van (* 1963), niederländischer Cembalist, Organist und Musikwissenschaftler

### Delfy
- Delfyett, Peter (* 1959), US-amerikanischer Physiker